# Mollie Steimer
Mollie Steimer nacida Marthe Alperine (Dunaivtsi, gobernación de Podolia, Imperio ruso, 21 de noviembre de 1897-Cuernavaca, 23 de julio de 1980) fue una activista y fotógrafa anarquista rusa, de origen judío.

## Biografía

### Nacimiento y emigración
Nacida en el Imperio ruso, su verdadero nombre era Marthe Alperine. Se marchó con su familia a Nueva York, cuando tenía 15 años. Allí, Steimer encontró trabajo en una fábrica de ropa y pronto se involucró en actividades sindicalistas. Esto la llevó a leer libros sobre política como los de August Bebel (Mujer y socialismo), Mijaíl Bakunin (Estatismo y anarquía), Piotr Kropotkin (Memorias de un rebelde) y Emma Goldman (Anarquismo y otros ensayos).

### Frayhayt
En 1917, ingresó en el grupo de judíos anarquistas Frayhayt (Libertad), de Nueva York. Steimer compartía un piso de seis habitaciones en la 5 East 104th Street de Harlem con otros miembros del grupo. Éste se convirtió en el lugar en el que el grupo Frayhayt celebraba sus asambleas y publicaba su periódico Der Shturm (La tormenta).
El grupo Frayhayt se oponía a la intervención de los Estados Unidos en la Primera Guerra Mundial. El 23 de agosto de 1918, seis miembros del grupo fueron detenidos por publicar artículos que socavaban el esfuerzo bélico estadounidense. Esto incluía la crítica al gobierno estadounidense por invadir Rusia después de que el gobierno bolchevique firmara el tratado de Brest-Litovsk.
Un miembro del grupo, Jacob Schwartz, fue golpeado con tanta saña por lo policía que murió poco después de la detención. Los demás fueron juzgados el 25 de octubre bajo la Ley de Espionaje. Steimer fue declarada culpable y sentenciada a quince años de prisión. A tres de los hombres: Samuel Lipman, Hyman Lachowsky y Jacob Abrahams, les sentenciaron a veinte años.

### Detenciones y campañas en Estados Unidos y la Unión Soviética
Mucha gente en los Estados Unidos quedó horrorizada ante esta condena. Entre ellos, gente como Roger Baldwin, Norman Thomas, Felix Frankfurter, Margaret Sanger y Lincoln Steffens. Se formó una agrupación, la League of Amnesty of Political Prisoners (Liga por la amnistía de los presos políticos) y se publicó un panfleto sobre el caso titulado: Is Opinion a Crime? (¿Es un crimen opinar?). Steimer y los otros tres anarquistas fueron dejados en libertad bajo fianza a la espera de los resultados de su apelación.
Durante los meses siguientes, Steimer fue detenida siete veces pero liberada de nuevo sin cargos después de pasar por varias prisiones. El 30 de octubre de 1919 la detuvieron y la condujeron a la prisión de Blackwell Island. El tribunal supremo confirmó su condena bajo la Ley de Espionaje. Steimer fue trasladada a la prisión de Ciudad Jefferson en Misuri.
Este es el periodo en el que el fiscal general A. Mitchell Palmer, y su ayudante especial, John Edgar Hoover, emplearon la Ley de Sedición para iniciar una campaña contra los radicales y sus organizaciones. Esta legislación sirvió para deportar a los inmigrantes europeos que hubieran estado involucrados en actividades políticas que el gobierno considerara "izquierdistas". Entre ellos Steimer, Emma Goldman, Alexander Berkman y otras 245 personas que fueron deportadas a Rusia durante aquellos años.
Deportada a Rusia en Estonia, Steimer llegó a Moscú el 15 de diciembre de 1921. Al poco tiempo de su llegado a Rusia, conoció la noticia de que sus compañeros Alexander Berkman y Emma Goldman había sido a su vez deportados fuera de la Unión Soviética. El gobierno bolchevique había iniciado ya su represión a los anarquistas tras el levantamiento de Kronstadt, y Steimer pronto se convirtió en objetivo de la policía secreta rusa. Allí conocería al que sería su compañero el resto de su vida, Senya Fleshin. Ellos organizarían tiempo después un grupo de ayuda para los prisioneros anarquistas, recorriendo el país para prestar asistencia a los anarquistas encarcelados. El 1 de noviembre de 1922, ella y Fleshin, fueron detenidos y acusados de auxiliar a elementos criminales en Rusia, siendo condenados a dos años de exilio en Siberia. Encarcelados en la cárcel de Petrogrado, se declararían en huelga de hambre el 27 de noviembre, siendo liberados días después. Les sería prohibido por las autoridades soviéticas salir de la ciudad. 
El 27 de julio de 1923 serían de nuevo detenidos acusados de distribuir propaganda anarquista. En prisión, iniciarían una nueva huelga de hambre, siendo liberados gracias a las protestas de los delegados extranjeros anarcosindicalistas que se encontraban por entonces en el congreso de la Profintern. Sin embargo, días después les sería notificada su expulsión de la Unión Soviética, siendo deportados a Alemania, donde se reunió con Emma Goldman y Alexander Berkman en Berlín.

### Ciudadanos sin país en Europa
Sin pasaporte y sin recursos, sus primeros años en Alemania fueron difíciles. Desilusionada del modo que los bolcheviques habían usurpado la revolución, Steimer escribiría entre enero y mayo de 1924 dos artículos, Al dejar Rusia y Los comunistas como carceleros, que serían publicados por la revista anarquista londinense Freedom. En 1924 se establecería en París, viviendo con la familia de Volin, antes de mudarse a la casa de otro anarquista en el exilio, Jacques Doubinsky. Durante aquellos años, junto a Fleshin, Berkman, Goldman, Volin, Mratchny y Alexander Shapiro, participaría activamente en el Comité mixto para la defensa de los revolucionarios encarcelados en Rusia (1923-1926) y en la caja de resistencia de la Asociación Internacional de los Trabajadores para los anarcosindicalistas en prisión (1926-32). En 1927, ya en París, junto a Volin, Berkman y Doubinsky, Fleshin y Steimer fundarían el Grupo de Ayuda Mutua de París, que prestaba ayuda a exiliados anarquistas de Rusia, España, Bulgaria, Italia o Portugal.
Ella criticaría duramente la Plataforma Organizativa escrita por los anarquistas ucranianos en el exilio Piotr Arshinov y Nestor Makhno, considerando que introducía en el anarquismo elementos dirigistas respecto a las masas, y que llevaría a un desenlace parecido al que había desembocado el bolchevismo. Por entonces, Senya había empezado a ganarse la vida como fotógrafo, y a él se le deben muchas fotografías hechas a sus compañeros anarquistas en el exilio. En 1929, recibiría una oferta del estudio fotográfico de Sasha Stone en Berlín, siendo contratada Mollie como su asistente. En Berlín permanecería hasta el ascenso de Hitler al poder en 1933. Ese año volverían a París, donde permanecerían hasta el desencadenamiento de la Segunda Guerra Mundial, en 1939. Tras la ocupación alemana, huirían hasta Marsella, desde donde cogerían un barco hasta México.

### Últimos años en México
Establecidos en Ciudad de México, Senya y Steimer fundarían un estudio fotográfico bajo en nombre de SEMO (por las dos primeras letras de Senya y Mollie). En México se relacionaron con el grupo anarquista Tierra y Libertad, formado por exiliados españoles. Mollie, que dominaba, además del ruso, el inglés, el alemán, el francés, el español y el yiddish, se mantuvo en contacto con compañeros y publicaciones anarquistas de todo el mundo. En México conoció también al poeta español León Felipe, quien le dedicó un poema.
En 1963, se retiraron a la ciudad de Cuernavaca. En 1976 fue filmada para un documental holandés sobre la figura de Emma Goldman. En 1980 fue de nuevo filmada y entrevistada para un documental de la Pacific Street Films, Anarchism in America. Moriría el 23 de julio de 1980.

## Obra
- Toda una vida de lucha: la rebelión de una anarquista condenada por dos imperios. México D.F.: Antorcha, 1980.